# Đuro Basariček
Đuro Basariček (Zagreb, 13. ožujka 1884. – Beograd, 20. lipnja 1928.), bio je hrvatski političar, pravnik, publicist i društveni aktivist. Bio je članom Hrvatske (pučke) seljačke stranke od njenog osnivanja 1904. godine. Jedan od najustrajnijih socijalnih radnika svojeg doba. Ubijen je u atentatu u beogradskoj Narodnoj skupštini 1928. godine.

## Životopis
Đuro Basariček rodio se u Zagrebu 1884. godine. Sin Stjepana Basarička (osnivača hrvatske školske pedagogije) i Amalije rođ. Pogačnik iz Đurđevca. Pučku školu, Klasičnu gimnaziju i studij prava završio je u Zagrebu gdje je doktorirao pravo 1907. godine. Službovao je kao sudac u Slavonskom Brodu i Zagrebu.

### Socijalna djelatnost
Socijalna djelatnost Đure Basarička bila je u nekoliko područja: suzbijanje kriminala, zaštita obitelji poginulih vojnika u prvome svjetskom ratu, reforma sela (pokretanje unutarnje hrv. kolonizacije u Slavoniji), skrb za djecu s poteškoćama u razvoju, pomoć gladnima, iseljenicima i dr.
Svoja gledišta prema socijalno ugroženima primjenjivao je u svojoj sudskoj praksi nastojeći pedagoški djelovati na prijestupnike, te izbjegavajući izricanje kazne. Za vrijeme Prvoga svjetskog rata, 1916. godine, pridijeljen je kao tajnik Središnjem zemaljskom odboru za zaštitu obitelji mobiliziranih i u ratu poginulih vojnika.
Godine 1917. osnovao je list Narodna zaštita po kojem se kasnije prozvao odbor, kojemu je bio tajnikom.
Basariček pokreće spašavanje gladne djece (više od 20.000), njihovim preseljavanjem iz istarskih i bosansko-hercegovačkih u plodnije krajeve, većinom u Slavoniju i Podravinu. Brinuo se i za djecu s poteškoćama u razvoju, te je pokrenuo osnivanje posebnog doma na Goljaku. Pomagao je iseljenike i njihovu djecu, a zalagao se za pomoć izgladnjelima u Sovjetskoj Rusiji.
Godine 1919. Basariček započinje djelatnost u unutrašnjoj kolonizaciji Slavonije (naseljavanje kolonista iz pasivnih krajeva: Gorski kotar, Lika, Hrvatsko zagorje), u čemu je bio aktivan do smrti, osnovavši više kolonističkih naseobina.
Osnivač je Seljačke sloge, seljačkih ženskih društava, Prosvjetnog saveza i Odbora za spas rođene grude.

### Politička djelatnost i HSS
Djelovao je kao prvi tajnik Napredne omladine usko surađujući s Ivanom Lorkovićem i Peroslavom Ljubićem te mnogim kasnijim pristašama Hrvatsko-srpske koalicije sve dok mu Stjepan Radić nije ukazao na posebne interese hrvatskih seljaka.
Basariček je od osnivanja Hrvatske pučke seljačke stranke surađivao sa Stjepanom Radićem, prihvativši njegovu mirotvornu i seljačku politiku. Uvjeren, kao i Radić, da treba njegovati sveslavenstvo, naučio je češki i ruski jezik.
Basariček je bio sklon ideji kako se prilike na selu mogu poboljšati kroz predavanja i proučavanja. Još dok je službovao na kotarskom sudu u Brodu na Savi (današnji Slavonski Brod) obilazio je okolna sela predavajući protiv alkoholizma, ali i prikupljajući seljačke narodne pjesme pod utjecajem Antuna Radića. Pod utjecajem Stjepana Radića smatrao je kako seljake treba uputiti na kvalitetniji praktični rad na zemlji i domaćinstvu te je 1908. godine pokrenuo biblioteku Mala knjižnica u kojoj je objavio četrnaest svezaka. U prvoj polovici knjiga seljacima daje pravne savjete dok je drugu posvetio kulturološkom i političkom proučavanju seljaštva.
Uoči izbora 1908. godine objavio je brošuru O državi pokušavši, poglavito seljaštvu, na što jednostavniji način prikazati način djelovanja države. S Rudolfom Hercegom osnovao je kulturno-prosvjetno društvo Radićeve seljačke stranke «Seljačku slogu» te je mnogo pisao u časopisu tog društva Seljačka prosvjeta. Godine 1926. je sa Stjepanom Radićem odbornik "Seljačke sloge". Basariček je bio angažiran i na osnivanju Muzeja Hrvatske seljačke stranke u Seljačkom domu u Zagrebu (muzej je sa svim eksponatima izgorio dva dana nakon smrti Stjepana Radića).
Basariček se aktivno uključio u predizbornu kampanju seljačke stranke u vrijeme kada se Stjepan Radić nalazio u zatvoru te ga je mijenjao u komunikaciji s narodom.
Četiri puta biran je za narodnoga zastupnika, u Ustavotvornoj odnosno Narodnoj skupštini Kraljevine SHS i to: 1920., 1923., 1925. i 1927. godine. Posebno je važan njegov politički angažman uoči izbora 1927. godine kada se kandidirao u Somboru i Subotici. U Narodnoj skupštini je 1927. godine upozorio na "tamne sile" koje pripremaju diktaturu a koja je "jednaka opasnost za Hrvate, kao i za srpstvo".

### Zatvor, progoni, smrt
Zbog svoga političkog rada Basariček je bio zatvaran i proganjan od vlasti a ubijen je u atentatu u Narodnoj skupštini u Beogradu, 20. lipnja 1928. godine. Tada je radikalski zastupnik Puniša Račić pucao na hrvatske političke prvake i narodne zastupnike HSS-a te ranio Ivana Pernara i Ivana Granđu, smrtno ranio Stjepana Radića, a ubio Đuru Basarička i Pavla Radića. U momentu atentata Basariček spremao se izaći na govornicu i govoriti protiv pretjeranoga utjecaja stranog kapitala. Kada je Račić počeo pucati na zastupnike HSS-a Basariček je potrčao prema njemu kako bi ga spriječio u tome ali ga je on jednim hitcem oborio te je Basariček, nakon dvanaest minuta, ležeći na skupštinskome podu, izdahnuo.
Ubijeni Đuro Basariček i Pavle Radić iz Beograda u Zagreb dovezeni su 22. lipnja 1928. godine i njihovi su lijesovi bili izloženi u Hrvatskom seljačkom domu na Zrinjevcu a sljedećega dana, 23. lipnja 1928. godine, bio je posmrtni ispraćaj i pokop. Pokopan je u Arkadama na zagrebačkome groblju Mirogoju u zajedničkoj grobnici uz Pavla Radića, u koju su kasnije pokopani Stjepan Radić i Josip Predavec (ubijen 14. srpnja 1933. godine u zasjedi kod Dugoga Sela) te 1953. godine Ivan Granđa.

## Djela
Pisao je o problemima kriminaliteta mladeži, o ženskom pitanju, socijalnim problemima hrvatskoga sela itd. Potpisivao se i pseudonimima Oruđ Kečirasab, Osip Pravedni i S. Sanjin Neždanov.
Najpoznatija djela:
- O državi, Mala knjižnica, sv. 1, Tisak Hrvatske pučke seljačke tiskare, Zagreb, 1908.
- Kako da se suzbije kriminalnost u nedoraslih: prinos kriminalnoj pedagogiji, Tisak C. Albrechta, Zagreb, 1916.
- Kolo: pjesmarica: zbirka narodnih pjesama i poskočica što se u kolu pjevaju: (bez kajda), Tisak i naklada knjižare L. Hartmana (St. Kugli), Zagreb, 1916.
- Konac jedne laži. Savremeno razmatranje o najvažnijem socijalno-gospodarskom pitanju Hrvatske, Knjižnica "Gruda", sv. 1, Zagreb, 1924.

## Spomen
- Kolonisti Podravci, Međimurci i Zagorci postavili su mu spomenik u Okrugljači, a otkrivanje spomenika bilo je 30. rujna 1928. godine.[8][9] Mara Matočec bila je među prvim inicijatorima za gradnju spomenika.[8]
- Ogranak Hrvatske seljačke stranke u Mississaugi u Kanadi dobio je naziv po njemu, Đuro Basariček.[10]
- Danas se po njemu zovu ulice u mnogim hrvatskim gradovima i mjestima; Đakovu, Bjelovaru, Đurđevcu, Koprivnici, Pitomači, Slavonskom Brodu i inima.